# Gauchinho
Paulo Roberto Junges, mais conhecido como Gauchinho (Selbach, 7 de maio de 1976), é um treinador e ex-futebolista brasileiro que atuava como atacante. Atualmente, é o diretor executivo do Monte Roraima FC.

## Biografia
Filho de descendentes alemães, Gauchinho sempre teve como paixão jogar futebol e como sonho defender as cores de um grande time. Não mediu esforços para a realização deste sonho. Em 1991 aos 15 anos o sonho de se tornar um jogador de futebol começou a concretizar. Passou pelos testes jogou no infanto-juvenil do Internacional de Porto Alegre onde jogou por mais de um ano.
No ano de 1992 transferiu-se para o Tuna Luso da cidade de Belém, onde jogou nas categorias de base até o ano de 1995 quando despertou interesse dos grandes clubes do Brasil.
Foi emprestado ao São Paulo para participar da Copa São Paulo de Futebol Junior. O técnico do time de juniores, Darío Pereya estava com a equipe pronta, assim ele não teve oportunidade de jogar, retornou ao clube de origem e assinou o primeiro contrato profissional

## Carreira profissional
Gauchinho começou a atuar como profissional aos 20 anos quando ainda pertencia ao elenco de juniores. Pela Tuna Luso, foi o artilheiro do Campeonato Paraense de 1996, momento em que ainda era apelidado de "Gaúcho" ao invés de "Gauchinho". Na Série B do Brasileirão de 1996, ainda defendendo a Tuna, marcou cinco gols em três jogos.
No ano de 1997 seu passe foi negociado ao empresário Sergio Luiz Malucelli e transferido ao Iraty Sport Club do Paraná. Disputou o Campeonato Paranaense neste ano, e foi o destaque desta equipe. O sucesso lhe rendeu uma transferência para a equipe do Paraná Clube para a disputa do Campeonato Brasileiro de 1997 - Série A.
Em 1998, transferiu se para a equipe do XV de Piracicaba. Disputou por esta equipe o Campeonato Brasileiro de 1998 - Série B e foi o maior goleador desta competição com 16 gols.
No ano de 1999 Gauchinho conseguiu realizar um antigo sonho, participar de um campeonato internacional. Pelo Cerro Porteño do Paraguai, participou e obteve grande sucesso na Taça Libertadores da América, foi um dos destaques desta competição e goleador máximo com 6 gols. Além da excelente participação na Taça Libertadores da América de 1999, participou do Torneio Clausura - Campeonato Nacional do Paraguai do ano de 1999. Foi o maior artilheiro deste torneio com 14 gols e o maior goleador do Torneio Apertura deste mesmo ano com 12 gols. Neste mesmo ano participou ainda da Copa Mercosul e fez 1 gol.
Em 2000 teve seu maior salto na carreira, quando defendeu o Grêmio, porém disputava com o Ronaldinho Gaúcho uma vaga no ataque, não teve grandes oportunidades e acabou saindo. 
No ano de 2001 passou por quatro importantes clubes do futebol brasileiro. Começou no Atletico PR, após poucos jogos foi disputar o Campeonato Paulista, pelo Botafogo no qual fez gols importantes e decisivos que levaram o time a final do torneio vencido pelo Corinthians. Logo em seguida transferiu se para o Goiás com o objetivo de disputar Campeonato Brasileiro - Série A. Após o primeiro turno, transferiu se para o Avaí. Com grandes atuações, fez 12 gols e obteve sucesso na fase classificatória levando sua equipe a disputa do quadrangular final do Campeonato Brasileiro - Série B. O Avaí não obteve o acesso, goleado fora de casa na rodada final por 4-0 pelo Paysandu - em tarde na qual Gauchinho chegou a abrir o placar, em gol que acabou anulado pela arbitragem.
No ano de 2002, jogou pelas equipes do Internacional Limeira e do America-RN.
No ano de 2003 se aventurou novamente no futebol internacional jogando no Cruz Azul do México, após um bom começo sofreu uma fratura do malar em uma disputa de bola. Fez uma cirurgia que o afastou dos gramados por meses.
Em 2004, já recuperado, retornou ao Paraguai para a disputa do Campeonato Nacional, desta vez defendendo o time do Guaraní.
Em 2005, retornou ao Brasil para atuar pelo time do União Barbarense, onde disputou o Campeonato Brasileiro - Série B.
No ano de 2006 foi para a Colômbia, disputou o campeonato nacional pela equipe do Deportes Tolima.
No biênio 2007 e 2008 retornou ao Brasil para jogar no Luverdense e bastou apenas dois anos para tornar-se o maior artilheiro de toda a história do clube, com 44 gols em apenas 54 jogos deste total 9 gols atuando em jogos do Campeonato Brasileiro de 2008 - Série C.
Já em 2009 participou do Campeonato Matogrossense, defendendo as cores do Sinop, foi o destaque e artilheiro da equipe. Participou de apenas 8 jogos e mesmo assim foi o terceiro maior artilheiro da competição com 6 gols, apenas dois a menos que o artilheiro máximo. Participou de 6 jogos do Campeonato Brasileiro de 2009 - Série D, fez 3 gols atuando pelo Treze da Paraíba, o time não obteve os pontos necessários para passar a fase seguinte ficou em terceiro lugar no grupo e foi eliminado.
No dia 20 de outubro de 2009 foi anunciado como novo reforço do Inter de Santa Maria para a temporada seguinte. Gauchinho chegou ao clube com status de artilheiro, jogou 5 jogos, sendo 2 deles amistosos, fez 3 gols nos amistosos, começou o Gauchão, e Gauchinho passou em branco nos dois primeiros jogos, foi para reserva, entrou no meio do jogo contra a Universidade de Canoas, e no outro dia (28 de Janeiro de 2010) saiu do clube.
Em 2010, foi contratado pelo Brasília FC para disputar o campeonato brasiliense, quando chegou num dia e estreou no outro já fazendo um gol que deu vitória ao clube por 1x0. Ainda em 2010 disputou a série D do brasileiro pelo mesmo Brasília onde de 40 times no Brasil inteiro ajudou a classificar o time entre os 8 melhores.
No ano de 2010 encerrou sua carreira atuando pelo Luverdense, clube pelo qual se tornou ídolo e maior artilheiro da história.

## Carreira de treinador
Iniciou sua nova experiência como treinador, na montagem do elenco do CA Campoverdense para a temporada de 2011. No estadual, Gauchinho comandou a equipe em 3 partidas mas não foi bem. Perdeu dois jogos e empatou um, tomando 6 gols e não marcando um gol sequer.
Dirigiu o Paracatu em 2014, 2016 e 2018.
Em 2017, foi técnico do Real FC.
Em fevereiro de 2020, foi contratado pelo Ceilândia.
Em maio de 2020, assumiu a categoria sub-17 do Real Brasília.

## Títulos
Tuna Luso
- Campeonato Paraense de Juniores - 1994, 1995

Luverdense
- Copa Governador Estado do Mato Grosso: 2007

## Artilharia
- Artilheiro do Campeonato Paraense de Futebol juniores no ano de 1995 com 14 gols pela Tuna Luso.
- Artilheiro do Campeonato Paraense de Futebol de 1996 pela Tuna Luso [2]
- Artilheiro do Campeonato Brasileiro de futebol 1998  Série - B com 16 gols pelo XV Nov. Piracicaba - SP.
- Artilheiro do Torneio Apertura - campeonato nacional do Paraguai de 1999  com 14 gols pelo Cerro Porteño.
- Artilheiro do Torneio Clausura - campeonato nacional do Paraguai de 1999  com 16 gols pelo Cerro Porteño.
- Artilheiro da Taça Libertadores da America no ano de 1999 defendendo o Cerro Porteño - do Paraguai 06 gols[19]

## Estatísticas
| Campeonato                                                         | Partidas | Número de Gols | Média |
| ------------------------------------------------------------------ | -------- | -------------- | ----- |
| Campeonatos Internacionais - Taça Libertadores e Copa Sulamericana | 16       | 7              | 0,44  |
| Campeonatos Nacionais - Colombia, México e Paraguai                | 61       | 32             | 0,52  |
| Campeonatos Brasileiros Série A                                    | 22       | 8              | 0,36  |
| Campeonatos Brasileiros Série B                                    | 86       | 38             | 0,44  |
| Campeonatos Brasileiros Série C                                    | 22       | 9              | 0,41  |
| Campeonato Brasileiro Série D                                      | 6        | 3              | 0,50  |
| Campeonatos Estaduais                                              | 96       | 42             | 0,43  |
| Copas Estaduais                                                    | 26       | 12             | 0,46  |
| Jogos Amistosos                                                    | 31       | 16             | 0,52  |
| Campeonatos de Juniores                                            | 36       | 26             | 0,72  |
| Campeonato de Juvenis                                              | 18       | 12             | 0,67  |
| TOTAL                                                              | 420      | 205            | 0,48  |